# V338 Геркулеса
V338 Геркулеса (лат. V338 Herculis) — кратная звезда в созвездии Геркулеса на расстоянии приблизительно 1243 световых лет (около 381 парсек) от Солнца. Видимая звёздная величина звезды — от +11,15m до +10,07m.
Пара первого и второго компонентов — двойная затменная переменная звезда типа Алголя (EA). Орбитальный период — около 1,3057 суток.
Открыта Куно Хофмейстером в 1949 году**.

## Характеристики
Первый компонент — жёлто-белая звезда спектрального класса F1V, или F2V, или F2. Масса — около 1,5 солнечной, радиус — около 1,7 солнечного, светимость — около 6 солнечных. Эффективная температура — около 7358 K.
Второй компонент — оранжевая звезда спектрального класса K0, или K6. Масса — около 0,41 солнечной, радиус — около 1,7 солнечного, светимость — около 0,7 солнечной. Эффективная температура — около 3994 K*.
Третий компонент — коричневый карлик. Масса — около 57,95 юпитерианской. Удалён в среднем на 1,784 а.е..
Четвёртый компонент. Масса — не менее 0,24 солнечной*. Орбитальный период — около 11,7 года*. Удалён в среднем на 5,9 а.е*.
Пятый компонент. Масса — не менее 0,44 солнечной*. Орбитальный период — около 29,6 года*. Удалён в среднем на 11 а.е*.